# Ренко (графік)

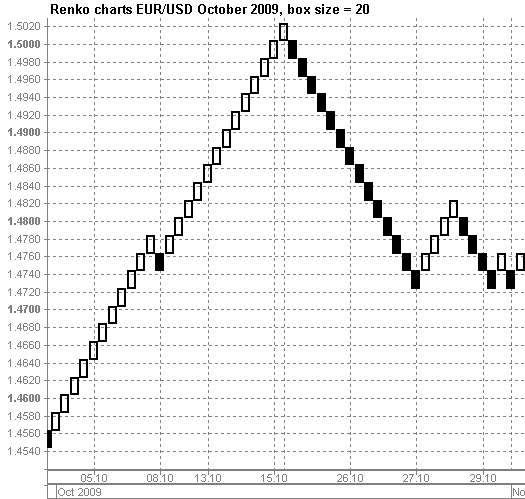
Графік ренко для котивань євро за долар США у жовтні 2009 року

Графік японських свічок EUR/USD за жовтень 2009 року.

Ренко (яп. 練行足- тиха хода) — вживаний у технічному аналізі вид графіка котирувань об'єкта торгівлі (товару, цінного паперу, валюти), який відображає зміни ціни у формі діагональних рядів, що складаються з прямокутників («цеглинок»). Кожен новий прямокутник завжди відображається правіше попереднього і розташовується впритул вище або нижче за нього. Обумовлений рух ціни вгору (наприклад, кожні 10 пунктів) відзначається додаванням вище і правіше попереднього чергового прозорого прямокутника, а рух вниз — нижче і правіше попереднього розташовується зафарбований прямокутник.

## Правило побудови
У графіках ренко не відзначається кожен рух ціни. Не має значення і рух часу. Зміни на графік вносяться лише за умови зміни ціни більше встановлених дискретних значень. Перед побудовою графіка обговорюються:
- Ціновий орієнтир — на підставі яких цін будується графік. Зазвичай використовують лише ціни закриття вибраного таймфрейму (наприклад, закриття години). Іноді спираються на максимуми і мінімуми — у цьому випадку пріоритет за максимумом: якщо різниця між максимумом і попередньою ціною перевищила порогове значення, тоді малюється порожня цегла, а мінімум враховується тільки тоді, коли порожня цеглина не потрібна і мінімальне значення достатньо для малювування заповненої цеглини (що знижується).
- Розмір порогу, довжина поля (англ. box size) — висота прямокутників (цеглинок) у пунктах (наприклад, 10 пунктів).

Нова цеглина будується тільки якщо рух ціни перевищив пороговий рівень. Розмір цеглин завжди однаковий. Наприклад, якщо базовий розмір становить 10 пунктів, а ціна за час таймфрейму змінилась на 25, то буде домальовано 2 цеглини у відповідному напрямку.
Щоб будувати графік ренко, чергове значення обраної ціни порівнюється з максимумом та мінімумом попередньої цеглини. Новий прямокутник завжди відображається праворуч від попереднього. Якщо ціна перевищує верхній рівень попередньої цеглини на розмір порогу або більше, малюють відповідне число білих прямокутників, щоб нижня межа нової цегли відповідала верхній межі попередньої. Якщо ціна падає нижче дна попередньої цеглини на розмір порога або більше, малюють відповідне число заповнених прямокутників, щоб верхня межа нової цеглини відповідала нижній межі попередньої.
Будь-яка цегла може містити в собі невизначену тривалість часу. Якщо ціна коливалася в діапазоні, не зростала і не опускалася на величину порога, то графік весь час залишиться без змін. Якщо ж швидко відбуваються значні зміни ціни, це може призводити до появи відразу кількох нових цеглин одночасно (відповідних одному й тому проміжку часу).

## Особливості аналізу
Графік ренко створили для наочного визначення основного тренду. Цей вариант відображення цін ефективний для визначення ключових рівнів підтримки та опору, оскільки автоматично усереднює основну тенденцію. У цьому відображенні не відбиваються дрібні коливання ціни, що дозволяє зосередити увагу на справді значущих рухах.
Сигнал про розворот основного тренду надходить, коли з'являється перша цеглина, що випадає з колірного ряду.
Ренко будують виходячи з цін обраного таймфрейму. Зазвичай використовують ціни закриття, а відкриття, максимуми та мінімуми ігноруються. Тому при побудові графіку за даними за той самий час, але з різними таймфреймати, вигляд результату може бути різним. Чим більший масштаб, на базі якого будується графік ренко, тим більша ймовірність, що результат суттєво відхилятиметься від графіка, створеного на поточних даних (в реальному часі з урахуванням всіх поточних цін). Найбільш докладним буде графік ренко на основі тикових цін (фіксується кожна їх зміна) або хвилинних таймфреймів. Досить близьким буде варіант, коли графік будують на підставі цін максимумів/мінімумів, а не лише цін закриття. Однак при цьому погіршується здатність графіка до усереднення тенденції, може з'являтися занадто багато помилкових сигналів розвороту.
На графіку ренко не виділяються мінімуми та максимуми. Немає прив'язки до часу. Тому індикатори, засновані на порівнянні цін відкриття, закриття, мінімумів та максимумів, що враховують дискретність часу можуть давати суперечливі сигнали.
Оскільки на графіку ренко неможливо розподілити обсяги операцій, то іх не наводять, а індикатори, які враховують обсяг, не працюватимуть.

## Історія
Вважається, що назва графіка походить від японського слова «тиха хода».
У Європі та США графіки ренко стали популярними після публікації у 1994 році книги Стіва Нісона «За межею японських свічок» (англ. Beyond Candlesticks).